# Üliger
Üliger (mongol : үлгэр, conte) est le nom général donné aux contes et mythes populaires des Mongols (incluant les Bouriates) du nord-est de l'Asie. Ils forment une part importante de la tradition orale chez les Bouriates et les autres tribus sibériennes. Entre autres fonctions, ils ont été utilisés pour transmettre oralement les histoires bouddhistes d'accouchement. Les contes sont importants en littérature mongole, compte tenu d'une longue tradition de transmission des histoires de bouche à oreille.

## Format
Traditionnellement, les üligers sont transcrits depuis l'oral sous forme de versets allitératifs, prenant souvent la forme de couplets ou de quatrains. Comme les autres épopées de la littérature orale, un üliger peut varier considérablement en longueur et en contenu d'une fois à une autre. Un célèbre artiste de Mongolie-Intérieure, Muu-ōkin, « a dit être en mesure de réciter un üliger qui a duré pendant des mois ». Comme d'autres poètes épiques, les conteurs d'üliger s'accompagnent eux-mêmes avec un instrument, dans ce cas, un violon à quatre cordes

## Sujet
Les üligers racontent généralement les légendes mythologiques et historiques des héros. Un thème commun est la présence d'un ennemi récurrent dans le üliger, un monstre à plusieurs têtes, connu sous le nom de « manggus », que le héros doit constamment vaincre. Le contexte du récit de ces contes est généralement autour du feu en hiver. Dans des circonstances habituelles, l'üliger est récité seulement pendant l'hiver, car les lire pendant l'été pourrait causer le retour de l'hiver[réf. nécessaire].
Les üligers populaires incluent les proverbes attribués à Gengis Khan, et les épopées entourant la vie du Khan, y compris le récit de ses deux chevaux blancs. Les üligers basés sur l'histoire de Hua Guan Suo, l'un des guerriers de la Romance des Trois Royaumes, sont encore récités de nos jours par des chanteurs mongols. Les mythes comme l' Épopée du Roi Gesar ont été d'importants moyens de transmission des traditions chamaniques. Les épopées de Oirad relayées dans les üligers sont Jangar, l'histoire des quatre Oirad Victoire sur les Mongols, Khan Kharangui, Bum Erdene, etc.

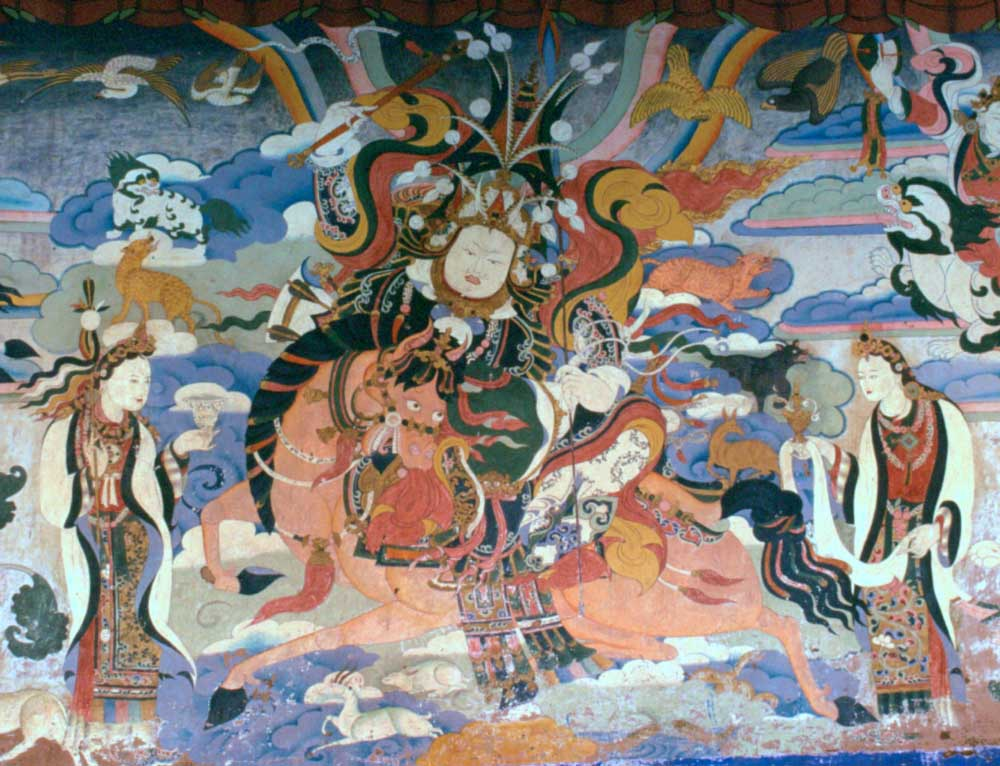
Le Roi Gesar

L'Épopée du roi Gesar n'est pas seulement une partie du folklore de la Mongolie, mais est également connue en tibétain et en chinois. Toutefois, compte tenu de la nature orale du genre, un grand nombre de variantes ont toujours existé, et aucun texte canonique ne peut être cité. En dépit de l'âge de la tradition datant du XVe siècle, le conte a été illustré en mongol par des gravures sur bois, commandées par l'Empereur Kangxi de la dynastie Qing, en 1716. À la fin du XIXe siècle et au début du XXe siècle, des gravures sur bois de l'histoire ont été compilées par un moine savant de Lingtsang. Les üligers du Roi Gesar ont même été récités à l'ouest jusqu'à la mer Caspienne, pour atteindre l'Europe avec le bouddhisme tibétain des Kalmouks.
La littérature en chinois et en tibétain sous-tend également la Üliger-iin Dalaï (L'Océan de Paraboles, voir aussi Kathâsaritsâgara), une collection d'histoires d'accouchements Bouddhistes (y compris l'ensemble des histoires « Le Sage et le Fou ») éditées en 1837 par Józef Szczepan Kowalewski. Il y a quelques débats quant à savoir si une version chinoise ou tibétaine de « L'Homme Sage et le Fou » est la source directe pour le texte mongol, mais bien qu'il existe de petites variations, l'ensemble de la version en mongol est tout à fait fidèle à son original.